# Norge i olympiska vinterspelen 1948
Norge i olympiska vinterspelen 1948.

## Medaljer

### Guld
- Backhoppning
  - Normalbacken: Petter Hugsted

- Hastighetsåkning på skridskor
  - Herrarnas 500 m: Finn Helgesen
  - Herrarnas 1500 m: Sverre Farstad
  - Herrarnas 5000 m: Reidar Liaklev

### Silver
- Backhoppning
  - Normalbacken: Birger Ruud

- Hastighetsåkning på skridskor
  - Herrarnas 500 m: Thomas Byberg
  - Herrarnas 5000 m: Odd Lundberg

### Brons
- Backhoppning
  - Normalbacken: Thorleif Schjelderup

- Hastighetsåkning på skridskor
  - Herrarnas 1500 m: Odd Lundberg

- Längdskidåkning
  - Herrarnas 4x10 km stafett: Erling Evensen, Olav Økern, Reidar Nyborg och Olav Hagen